# Río Diamante
El río Diamante es un río argentino, en la provincia de Mendoza. Nace en el volcán Maipo, en la frontera andina argentina–chilena, y fluye hacia el este hasta vaciar en el río Desaguadero. Tiene una cuenca hidrográfica de 2750 km² en la región central de Mendoza.
El Diamante se alimenta del deshielo que entra al Lago Diamante. Tiene un caudal de 33 m³/s, con máximos en primavera y en verano; entre octubre–marzo suma el 70 % del volumen anual de agua.
El curso superior del río va al sur y finaliza yendo al norte, y entra al profundo y angosto "Cañón de Agua del Toro", donde se endica para producir hidroelectricidad por el Embalse Agua del Toro, a 69° O, aguas abajo en el Embalse Los Reyunos. Juntos generan 500 MW.
Al alcanzar la planicie, el Diamante pierde parte de su caudal por infiltración y evaporación. Hace un gran arco, pasa al sur de la ciudad de San Rafael, en el centro geográfico de la provincia de Mendoza, donde se lo usa para riego (junto con el río Atuel). 
El río se abre en múltiples brazos cortamente hasta alcanzar el Desaguadero (aquí llamado Salado), en el límite con la provincia de San Luis.
El cronista Jerónimo de Vivar escribió que la frontera austral del Imperio incaico en Argentina se encontraba en este río:

"De aquí se fue a un río que se dice Diamante de poca gente. Estará treinta leguas, poco más o menos, de esta provincia donde se halló un mármol hincado en el suelo de la estatura de un hombre. Preguntado a los indios qué era aquello, dijeron que los Incas, cuando vinieron a conquistar aquella provincia llegaron allí y que en memoria que habían conquistado hasta el río pusieron aquella señal y de aquí dieron la vuelta"
Jerónimo de Vivar

Hallazgos realizados en la laguna del Diamante y semejanzas lingüísticas entre el quechua y el huarpe refuerzan esta postura. 